# Mangkir
Mangkir  ist ein osttimoresischer Ort im Suco Açumanu (Verwaltungsamt Liquiçá, Gemeinde Liquiçá).
Das Dorf liegt im Zentrum der Aldeia Hatumatilu, auf einem Bergkamm. Beim Ort befindet sich der Gipfel des Foho Mangkir (1071 m). Eine Straße folgt dem Bergrücken und verbindet Mangkir mit Siscoelema im Westen und Hatu-Hou im Osten.